# DATACRIME
DATACRIME — компьютерный вирус, появившийся в начале 1989 года и заразивший большое количество компьютеров в Нидерландах, Японии и США. Начиная с 13 октября и до конца каждого года вирус стирал данные с компьютеров, остальное время он просто распространялся. Предположительно, был сделан либо в Нидерландах, либо террористами в Норвегии в ответ на то, что первооткрывателем Америки считается Христофор Колумб, а не Эрик Рыжий. Хотя распространение вируса было не слишком большим, он смог наделать много шума. В ответ на распространение вируса корпорация IBM выпустила антивирус VIRSCAN.

## Действие вируса
Вирус сканирует диск, заражая файлы с расширением .COM, пытаясь при этом избежать заражения файла COMMAND.COM. Далее вирус форматирует первые 9 дорожек жёсткого диска и выводит на экран сообщение:

DATACRIME VIRUS

RELEASED: 1 MARCH 1989

У вируса было несколько вариаций. Самая первая, Datacrime.1280, отличалась от оригинального вируса всего на несколько байтов. Версия Datacrime.II научилась заражать файлы с расширением .EXE, сменила выводящийся текст на «DATACRIME II VIRUS», а код вируса был практически полностью зашифрован. Баги в прошлых версиях вируса были исправлены. Версия Datacrime.II.B была уже полностью зашифрована.